# Медаль «За отличие» (СВР)
Медаль «За отли́чие» — ведомственная медаль Службы внешней разведки Российской Федерации, учреждённая приказом СВР России в августе 2005 года.

## Правила награждения
Согласно Положению медалью «За отличие» награждаются сотрудники СВР России за конкретные результаты в оперативной и служебной деятельности.

## Описание медали
Основу композиции медали составляет пятиконечная, белого металла звезда эмблемы СВР, рустованная по лучам по типу «капельного серебра», в центре которой выпуклое, жёлтого металла изображение континентов с залитой голубой эмалью поверхностью морей и океанов, сквозь которые синей эмалью нанесены схематические параллели и меридианы. Вне сетки меридианов по тёмно-красному кругу — золотая надпись девиза: «Отечество Доблесть Честь» с разделяющими начальную и конечную литеры девиза тремя звёздочками в нижней части ленты. По нижним лучам звезды — фигурно выложенная лента в цветах флага России. Звезда возлежит на золотом лавровом венке славы. На оборотной стороне по матовой плоскости — надписи: «СВР России», ниже — «За отличие», еще ниже — «№_____». Диаметр описанной окружности медали — 38 мм.
Верхний луч звезды посредством ушка и кольца крепится к пятиугольной колодке, обтянутой шёлковой муаровой лентой шириной 24 мм. Левая сторона ленты — традиционная для наградной системы СВР России, а именно жёлтая-васильковая-жёлтая, ширина полосок — соответственно 1-10-1 мм. Первая часть — красная-синяя-красная, ширина полосок — по 4 мм.

## Источник
- Медаль «За отличие» (СВР) на сайте Знаки-униформа